# Ingbert
Der heilige Ingbert (auch bekannt als Ingobert oder Ingebert) war ein legendärer Einsiedler, der vermutlich um 650 starb. Seine Einsiedlerzelle befand sich auf dem Gebiet der heutigen Stadt St. Ingbert, Saarland, die nach ihm benannt ist. Sein Gedenktag ist der 22. Oktober. Der Name leitet sich von „Glanz durch Ingwio“ (althochdeutsch) ab.
Die Erwähnung Ingoberts geschieht im Zusammenhang mit der Nennung anderer Einsiedler, nämlich Wendelin, Wulfilaich, Disibod, Carilef, Beatus und Bantus in den Ende des 11. Jahrhunderts entstandenen Gesta Treverorum sowie aus der von Abt Eberwein in der ersten Hälfte des 11. Jahrhunderts abgefassten Vita des Trierer Bischofs Magnerich (Ende 6. Jahrhundert). Über das Leben Ingberts ist wenig bekannt. Moderne Darstellungen zeigen den Heiligen als Einsiedler vor einer Höhle oder einem Kreuz. Der historische Kern im Leben dieser Legenden-Heiligen ist nicht verifizierbar, die zur Verfügung stehenden Quellen lassen nicht einmal eine sichere Datierung zu. Vermutungen gehen dahin, in ihnen Repräsentanten einer ersten christlichen und missionarisch orientierten Schicht von Germanen zu sehen, die das im Raum der Obermosel (Bistum Verdun) aufgenommene Christentum nach Osten weitertrugen. Faktisch wurden sie im 12. Jahrhundert als Volksheilige verehrt und standen als solche in hohem Ansehen.
Legenden schreiben Ingbert und den übrigen zeitgenössischen Einsiedlern eine Herkunft aus irischem und schottischem Adel zu.